# Porterandia kalimantanensis
Porterandia kalimantanensis là một loài thực vật có hoa trong họ Thiến thảo. Loài này được Zahid mô tả khoa học đầu tiên năm 2004.